# Trzebnica
Trzebnica (udtale: [tʂɛbˈɲit͡sa]; tysk: Trebnitz, tjekkisk: Třebnice, schlesisk: Trzebńica) er en by i den østlige del af Voivodskabet Nedre Schlesien i det sydvestlige Polen. Byen har 13.631(2021) indbyggere og et areal på 8,36 km². Den er administrationsby i powiatet (amt) Trzebnica. Den ligger i de østlige Trzebnickie-bakker, cirka 20 kilometer nord for den regionale hovedstad Wrocław. Det er en del af Wrocławs hovedstadsområde.
Trzebnicas St. Jadwiga kloster er et af de historiske gravsteder for polske monarker og dronninger.
I 2017 var byen medvært for World Games (orientering, mellemdistance).

## Historie
I det 12. århundrede var området blandt besiddelserne af det præmonstrateniske St. Vincent-kloster i Wrocław. Trzebnica selv blev først nævnt i et skøde fra 1138, derefter holdt af den polske voivode Piotr Włostowic og senere beslaglagt af Schlesiske hertug Władysław 2. Som et resultat af fragmenteringen af Polen var det en del af den Schlesiske provins Polen.
I 1250 modtog Trzebnica Magdeburgrettigheder, det kom under jurisdiktionen af det nedre Schlesiske Hertugdømmet Oels i 1323, et Bøhmen len fra 1328. I 1480 gav hertug Konrad 10. byen til cistercienserklosteret. By og kloster blev ødelagt flere gange, af brande såvel som af pesten, men også af hussittropper i 1430.